# Liman de Kourtchanskaïa
Le liman de Kourtchanskaïa (en russe Курчанский лиман, Kourtchanski liman) est un liman de Russie situé en bordure de la mer d'Azov au nord-ouest. Il se trouve dans la péninsule de Taman, entouré d'autres limans, d'Akhtanizovskaïa, de Kiziltach, de Starotitarovskaïa, Tsokour, de Vitiazevo, ainsi que la baie de Taman. Les villes de Kourtchanskaïa et de Temriouk se trouvent sur son rivage.